# 기타하라촌
기타하라촌(일본어: 北原村)은 일본 고치현 다카오카군에 있 촌이다. 

## 역사
- 1889년 4월 1일 - 정촌제 시행에 의해 3촌의 구역으로 성립하였다.
- 1954년 3월 31일 - 하스이케촌, 다카이시촌, 하게촌, 헤와촌과 합병해 다카오카정이 되어 소멸하였다.

## 교통

### 도로
- 국도 제197호선 (현 국도 제56호선)

## 참고 문헌
- 角川日本地名大辞典編纂委員会,『角川日本地名大辞典 39 高知県』1983, 角川書店